# Batteria litio-titanato
La batteria litio-titanato (in breve chiamata anche "LTO") è un tipo di batteria ricaricabile, nello specifico una batteria agli ioni di litio, che utilizza il titanato di litio come materiale catodico; e ha il vantaggio di una più rapida ricarica rispetto alle altre celle a ioni di litio. 
 Sono per questo utilizzate in alcune versioni solo giapponesi del veicolo elettrico i-MiEV di Mitsubishi e nell'automobile Fit EV.
L'elevata rapidità di ricarica delle batterie litio-titanate può essere sfruttata nel trasporto pubblico per ricaricare parzialmente la batteria in 15 secondi, mentre i passeggeri sbarcano e si imbarcano alle fermate degli autobus.
Una cella litio-titanato è una cella agli ioni di litio modificata che usa dei nanocristalli di titanato di litio sulla superficie dell'anodo al posto del carbonio. Questo dona all'anodo una superficie di 100 m² per grammo, che permette un flusso maggiore di elettroni all'anodo. Questo rende possibile una ricarica rapida con alte correnti quando necessario. Le celle litio-titanato resistono anche a 5000-10000 cicli di ricarica, molto più delle altre chimiche.
Uno svantaggio delle batterie al litio-titanato è che hanno una tensione intrinseca inferiore (2,4 V), che porta a un'energia specifica inferiore (circa 30-110 Wh/kg) rispetto alle tradizionali tecnologie delle batterie agli ioni di litio (che hanno una tensione intrinseca di 3,7 V)
Si pensa che le celle litio-titanato possano raggiungere una densità di energia di 177 Wh/L.

## Marchi e usi
HRIMAN Motors - India
Hriman Motors, una neoindustria di autotrazione elettrica attiva a Nuova Delhi sta usando le celle LTO per i suoi veicoli elettrici. Hriman Motors è il primo produttore della regione ad avere batterie LTO nei propri veicoli ed hanno realizzato un pacco batteria adatto alle condizioni di umidità e temperature tipiche del subcontinente.
Le loro celle LTO sono marchiate "RT Electric" e durerebbero dai 30 ai 40 anni anziché i 2-4 anni per le normali batterie al litio utilizzate nelle altre auto elettriche.

### Altairnano
Altairnano produce batterie al litio-titanato sotto la linea "Nanosafe", principalmente per veicoli elettrici a batteria. Alcuni produttori di veicoli che hanno annunciato l'intenzione di utilizzare le batterie Altairnano comprendono la Lightning Car Company, che prevede di utilizzarli per la Lightning GT, un'auto sportiva completamente elettrica, Phoenix Motorcars, nei suoi veicoli elettrici per lo sport, e Proterra, nelle versioni completamente elettrici di veicoli EcoRide BE35, un autobus leggero da 35 piedi (10,668 metri).
Altairnano ha anche implementato i propri sistemi di accumulo di energia al litio-titanato per i servizi ausiliari della rete elettrica e in varie applicazioni militari.

### Leclanché
Leclanché è un produttore di batterie svizzero fondato nel 1909. Nel 2006 ha acquisito Bullith AG per stabilire una linea di produzione di celle litio-ione in Germania. 
Nel 2014 ha lanciato sul mercato la "TiBox" un accumulatore da 3.2 kWh con una vita utile di 20 000 cicli di ricarica.

### Toshiba
Toshiba ha rilasciato una batteria LTO, denominata Super Charge Ion Battery (SCiB). La batteria è progettata per offrire una capacità di carica del 90 % in 10 minuti.
Le batterie SCiB sono usate nelle bici elettriche Tailwind. Toshiba ha anche dimostrato il suo uso come prototipo di batteria per laptop. Le batterie Toshiba SCiB sono anche utilizzate in una versione solo per il Giappone dei veicoli elettrici Mi-MiE e Minicab MiEv di Mitsubishi, e Honda li usa nel suo scooter elettrico EV-neo e nel modello Fit EV lanciati nell'estate 2012.

### Seiko
Seiko usa batterie LTO nel suo recente orologio da polso al quarzo "Kinetic". Gli orologi Kinetic precedenti utilizzavano un condensatore per immagazzinare energia, ma la batteria offre una maggiore capacità e una maggiore durata. Può essere sostituito facilmente da un tecnico quando la sua capacità si deteriora fino a un livello inaccettabile.

### YABO
YABO Power Technology ha rilasciato una batteria LTO nel 2012. Il modello standard di cella YB-LITE2344 da 2.4V/15Ah è usato in veicoli elettrici e sistemi di stoccaggio di energia.